# Condado de Rioja de Neila

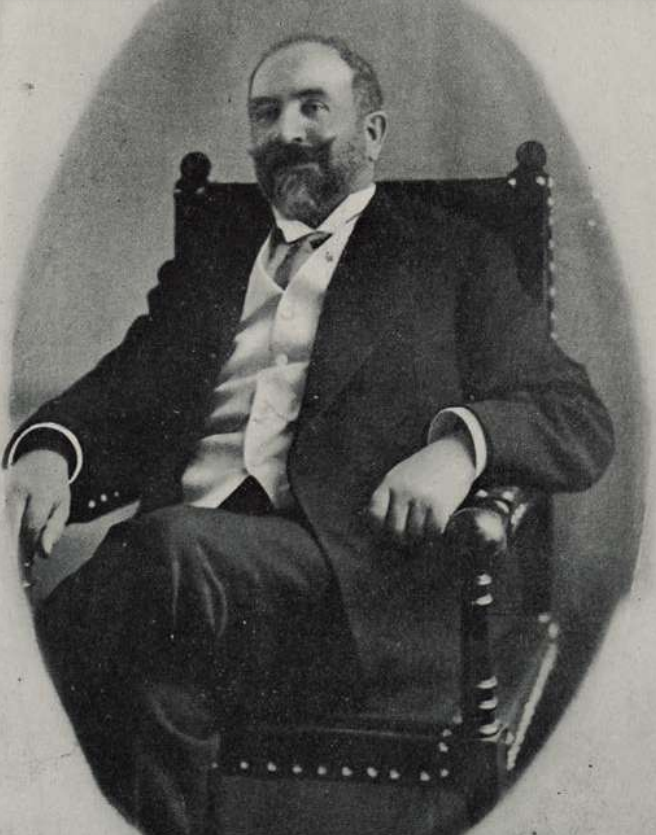
Retrato del primer conde de Rioja de Neila.

El condado de Rioja de Neila es un título nobiliario español creado por el rey Alfonso XIII a favor de Fernando Rioja Medel, el 19 de junio de 1922 por real decreto y el 14 de julio del mismo año por real despacho.

## Historia
Fernando Rioja Medel nació en Neila el 30 de mayo de 1860, y con 19 años arribó como inmigrante al puerto de Valparaíso. Durante su vida en Chile, fue un exitoso empresario en diversos rubros, destacando aquella del cultivo del tabaco. Fue dueño de la gran hacienda de Aleones, que adquirió en 1919. Habitó con su familia el Palacio Rioja en Viña del Mar, donde recibió en 1920 a la comitiva española encabezada por el infante Fernando de Baviera.
El rey Alfonso XIII hizo merced del título nobiliario por decreto del 19 de junio de 1922. Su denominación hace referencia al apellido del primer titular y al municipio donde nació (Neila, en la provincia de Burgos).
Se da la circunstancia de que el real despacho de este título se emitió el 14 de julio de 1922, cuatro días después de haber fallecido su beneficiario Fernando Rioja Medel. Por ello, en realidad nunca llegó a ostentar el condado, solamente como título electo. Este título no fue heredado por ningún familiar, ni nadie solicitó su sucesión o rehabilitación desde 1922, por lo que, según la legislación nobiliaria, actualmente se trata de un título caduco.

## Condes de Rioja de Neila
- Fernando Rioja Medel, I conde de Rioja de Neila (1860-1922).[1]